# Sève
Sève es un álbum de estudio del grupo  Zaïko Langa Langa que fue lanzado el 7 de septiembre de 2019. El álbum fue grabado por Zola Tempo en el Studio Sabab (Kinsasa) y masterizado por  Jérémy Henry en el Studio La Villa (París). Fue producido por Chirac Mondzo y distribuido por Cyriaque Bassoka. El grupo lo anunció en octubre de 2018 mientras estaba de gira en los Estados Unidos.

## Contexto
Después de una gira estadounidense, Nyoka Longo y su grupo vuelven a Kinsasa sin cuatro músicos que se quedaron con deseo de buscarse una mejor vida. En diciembre de 2019, el grupo Zaïko Langa Langa cumpliría 50 años. Se han preparado regalos para los fanes de Zaïko incluyendo este álbum.
Una rueda de prensa tuvo lugar en junio de 2019. El líder del grupo Nyoka Longo explicó la historia de Zaiko y respondió a las preguntas de la prensa. Después, el grupo presentó al público algunas canciones del álbum por llegar. El álbum contiene 14 canciones escritas por Nyoka Longo, el animador Doudou Adoula, Pamphile Abambo, el difunto Mbuta Mashakado y Kanu.

## Tracklisting
| Sève | Sève                    |
| N.º  | Título                  |
| ---- | ----------------------- |
| 1.   | «Système Ya Benda»      |
| 2.   | «Yaka M.»               |
| 3.   | «Ayessa Ngwasuma»       |
| 4.   | «Alita Wanyi»           |
| 5.   | «Classement Sans Suite» |
| 6.   | «Lutonzol»              |
| 7.   | «Sielumuka Folk»        |
| 8.   | «Ambiance Eyenga»       |
| 9.   | «Bilan Negatif»         |
| 10.  | «Sielumuka Ngwasuma»    |
| 11.  | «Amour Plurier»         |
| 12.  | «Juventus»              |
| 13.  | «Ayessa Folk»           |
| 14.  | «Boh Africa»            |

## Créditos

### Músicos
- Voces: Jossart N'Yoka Longo, Acouda Nzuzi, Eldad Wonza, Iyenga, Lola Muana, Samuel Matondo, Serge Kanza, Veaugerard Mampuya, Edo Dollar
- Guitarra solista: Augusto Liyanza, Tshotsho Matiaba
- Guitarra mi-solo: Augusto Liyanza
- Guitarra rítmica: Nganga Kiolayi
- Bajo: Bijoux Bass
- Batería: Roucoulet Kibwa, Loguilo Mabungu
- Teclados: Popol Masivi
- Percusión: Assi Bingema, Montana Lukoki

### Producción
- Productor ejecutivo: Jossart N'Yoka Longo
- Organizado por: Zola Tempo
- Masterizado por: Jérémy Henry
- Mezclado por: Hervé Marignac
- Grabado por: Doris Beya